# Xerophaeus zuluensis
Xerophaeus zuluensis is een spinnensoort uit de familie van de bodemjachtspinnen (Gnaphosidae).
De wetenschappelijke naam van de soort werd in 1938 gepubliceerd door Reginald Frederick Lawrence.